# Karl Mack von Leiberich
Karl Freiherr Mack von Leiberich, avstrijski general in vojaški taktik, * 25. avgust 1752, Nennslingen, Bavarska, † 22. december 1828, Sankt Pölten.
Sodeloval je v rusko-turški vojni, sprva kot major in osebni cesarjev pomočnik ter nato kot podpolkovnik. Zaradi svojih zaslug je bil leta 1789 povišan v polkovnika, prejel pa je tudi Vojaški Red Marije Terezije. Leta 1798 je na prošnjo cesarja prevzel poveljstvo nad neapeljsko vojsko v borbi proti Napoleonu, a se zaradi slabih razmer ni mogel upirati francoskim revolucionarnim silam. Poleg tega se mu je uprla vojska in v strahu za svoje življenje je prebegnil v francoski tabor. Napoleon ga je ukazal prepeljati v Francijo kot vojnega ujetnika, od koder mu je uspelo pobegniti dve leti kasneje.
Leta 1804 je dobil nalogo pripraviti avstrijsko vojsko za vojno proti Franciji. Leta 1805 je poveljeval vojski, ki se je zoperstavila Napoleonu na Bavarskem, a kot poveljnik ni imel prave avtoritete. Po katastrofalnem izidu bitke pri Ulmu in bitke pri Austerlitzu je bil postavljen pred vojaško sodišče, ki mu je odvzelo čin in odlikovanje ter ga dalo zapreti za dve leti. Izpuščen je bil leta 1808, leta 1818, po končni zmagi zaveznikov, pa je bil na prošnjo princa Schwarzenberga ponovno sprejet v vojsko.